# Yusuf Khass Hajib
Œuvres principales
- Kutadgu Bilig

Yusuf Khass Hajib, également nommé Yusuf Balasaghuni, est un poète ouïghour du XIe siècle originaire de la ville de Balasaghun, ancienne capitale de l'empire des Qarakhanides, au Kirghizstan moderne.

## Éléments biographiques
L'œuvre principale de l'écrivain et homme d'état s’appelle le Kutadgu Bilig (La Science qui apporte le bonheur) ; elle a été écrite entre 1067 et 1070. Les connaissances que l’on a du poète proviennent principalement de ses propres écrits.
Balasagun était situé près de l'actuelle Tokmok, au Kirghizistan. Yusuf Khas Hajib avait environ 50 ans quand il termina d’écrire le Bilig Kutadgu. Après avoir présenté son œuvre au prince de Kashgar, il reçut le titre honorifique de khass Hajib, correspondant à celui de « chambellan privé » ou de « chancelier ». Certains chercheurs pensent que le prologue du Bilig Kutadgu n'a pas été écrit par le poète. En effet, celui-ci a une tournure beaucoup plus islamique et est écrit en prose à la différence du reste du texte.
Yusuf Khas Hajib est mort en 1077 à Kashgar ; il avait 58 ans. C’est dans cette ville qu’il a été inhumé et qu'un mausolée a été érigé à sa mémoire.

## Mausolée
Un mausolée du poète a été érigé en 1865 à Kashgar (Tainap). Il a été détruit en 1972 au moment de la Révolution culturelle et une école a été construite à sa place. Après la mort de Mao Zedong, le mausolée a été reconstruit à son ancien emplacement et l'école a été transférée à un autre endroit. Lors de la restauration du mausolée, plusieurs sépultures non identifiées ont été découvertes sur le lieu. La tombe de Yusuf Balasaguni est décorée d'inscriptions en chinois, arabe et ouïghour. 

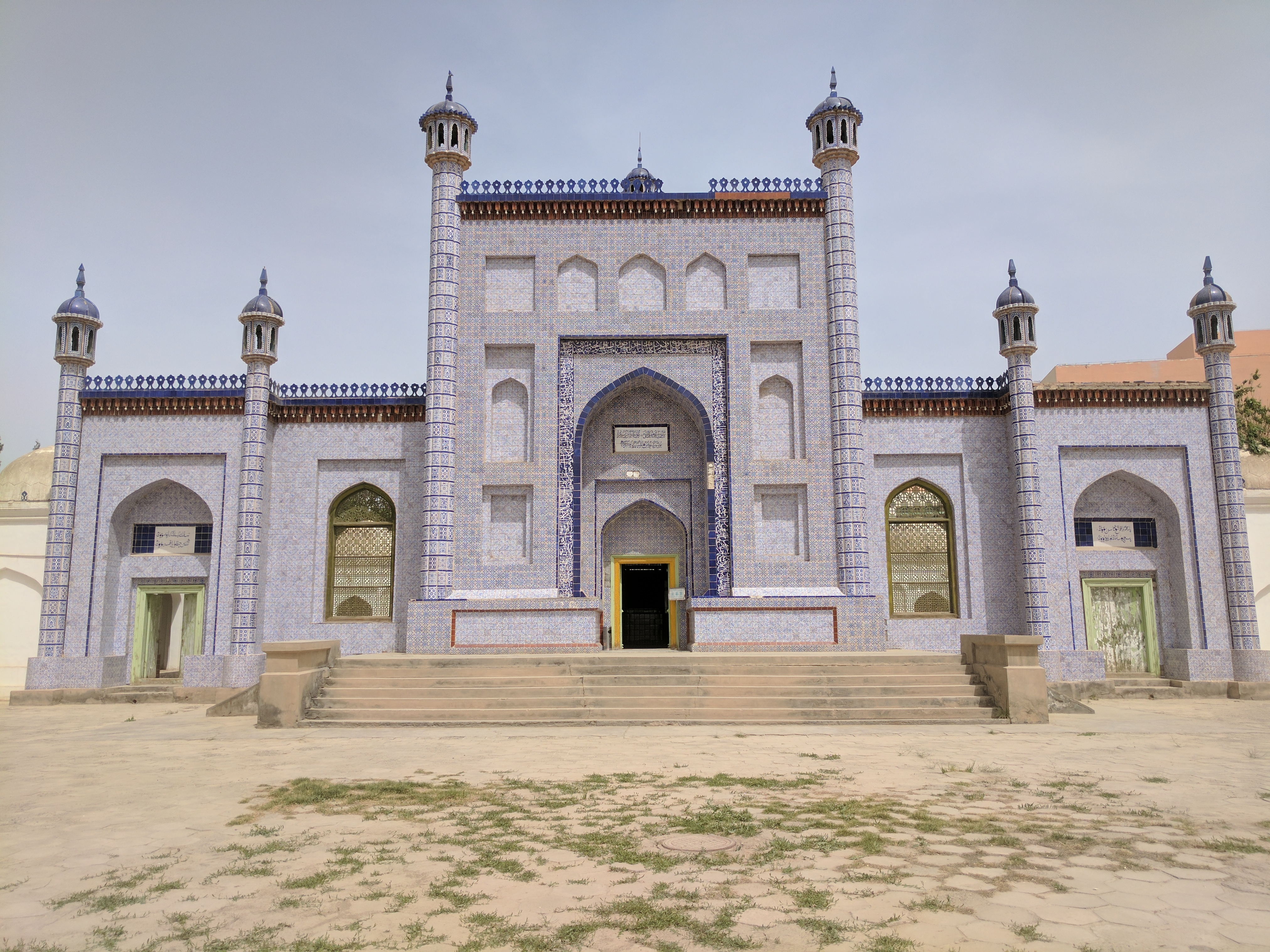
Mausolée de Kashgar construit sur sa tombe présumée.
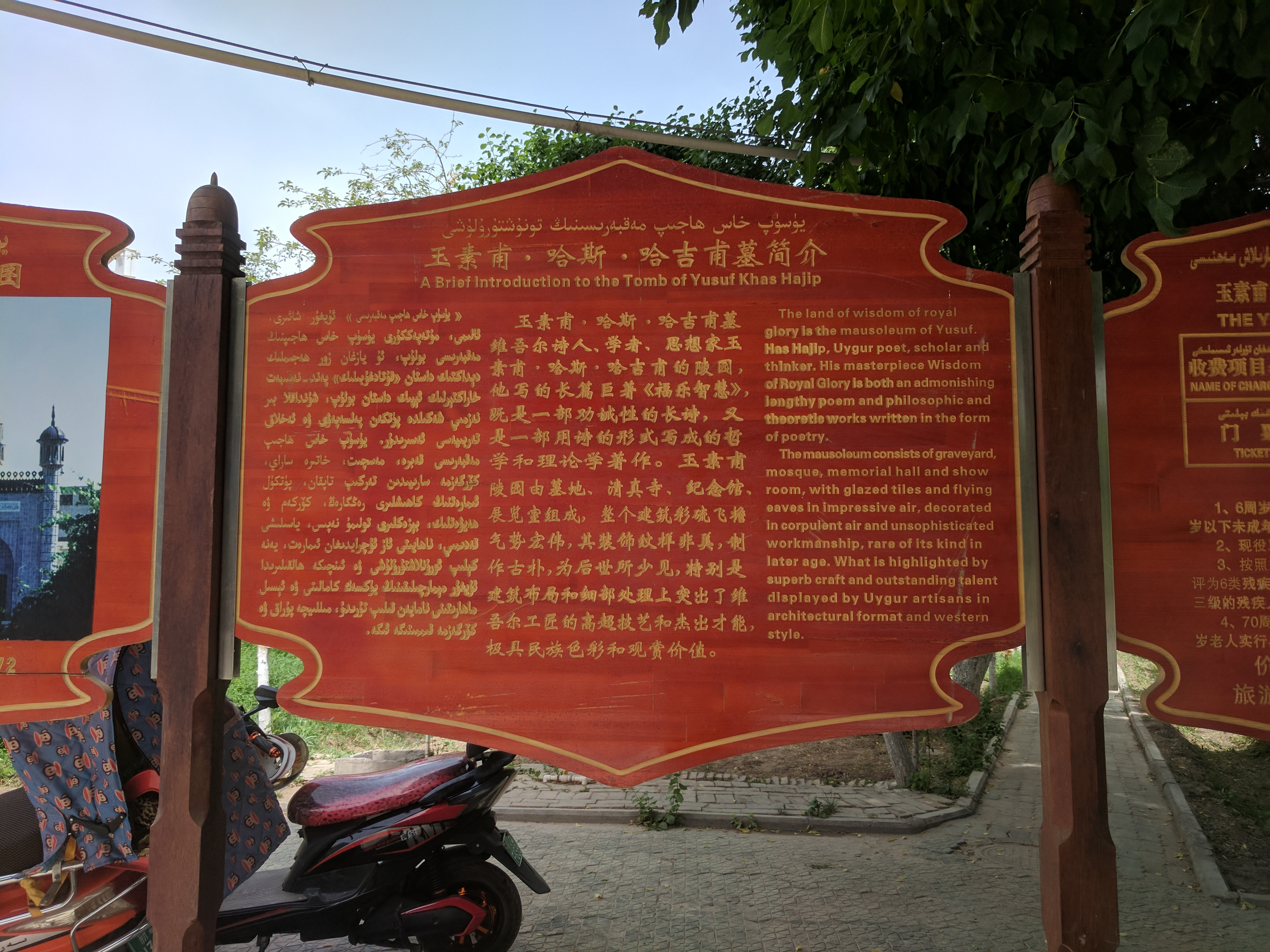
Panneau à l'entrée du mausolée.
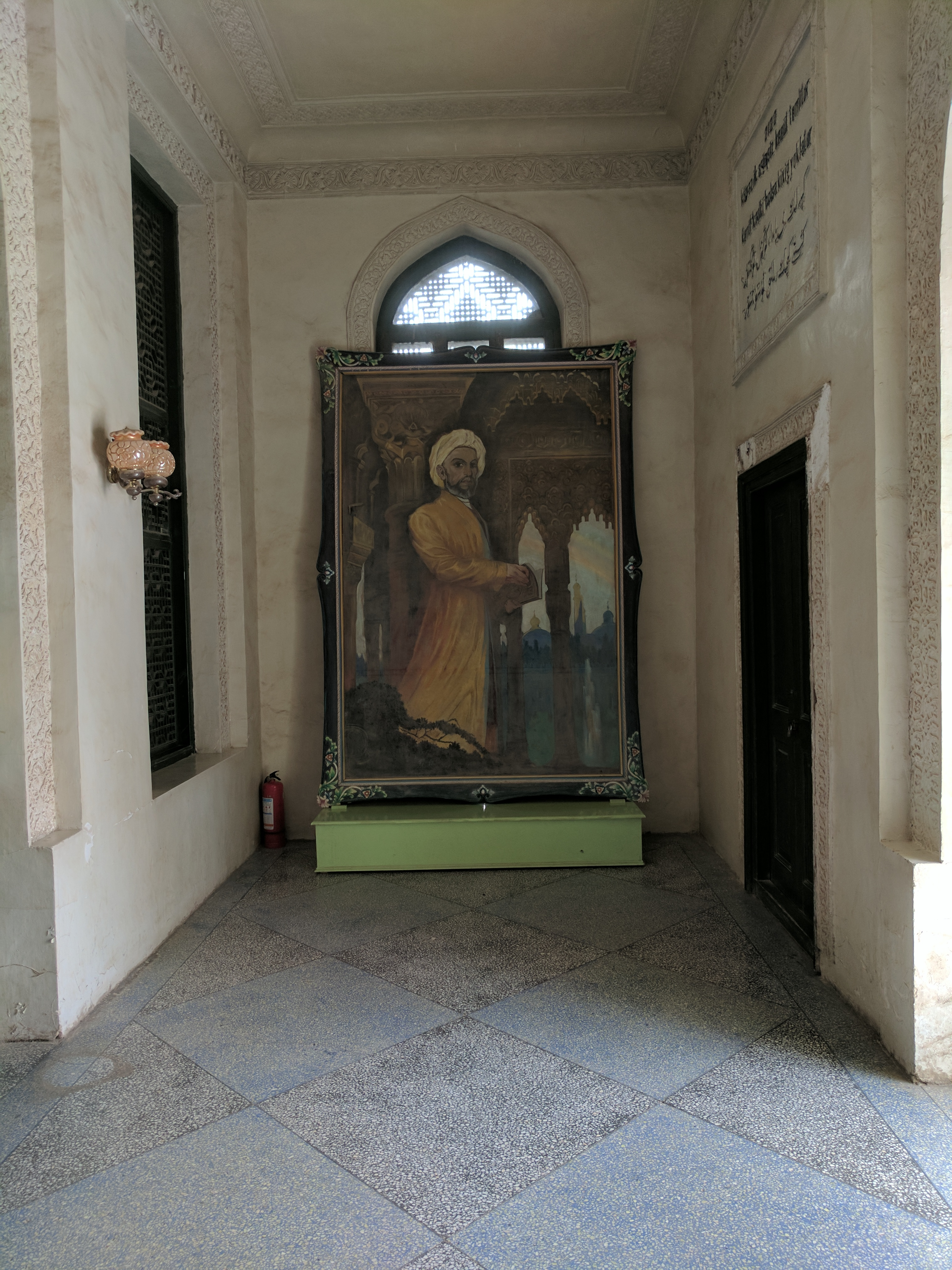
Portrait de Yusuf Khass Hajib au mausolée.
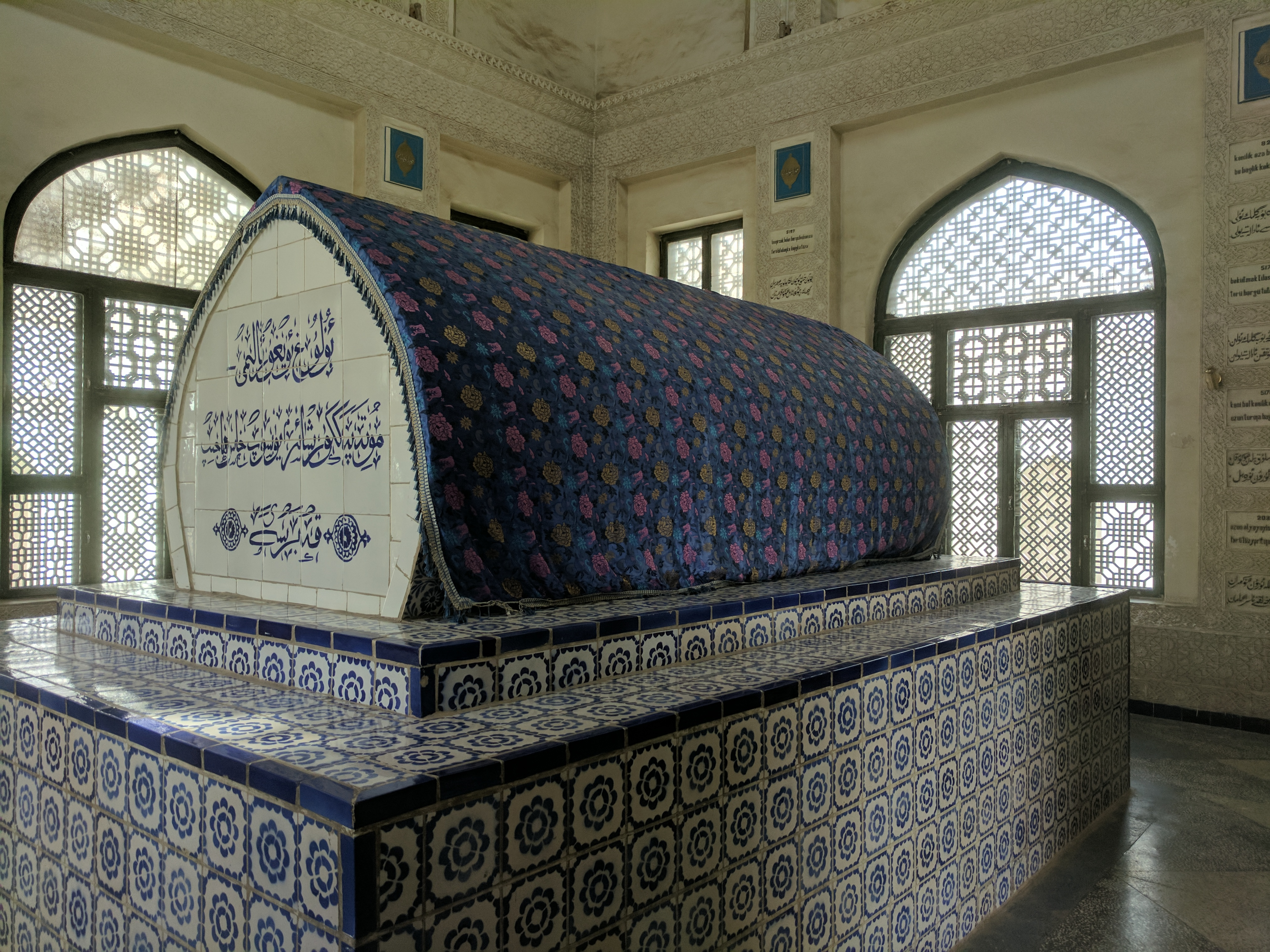
Tombeau de Yusuf Khass Hajib.